# Vorta (kulle i Antarktis)
Vorta är en kulle i Antarktis. Den ligger i Östantarktis. Norge gör anspråk på området. Toppen på Vorta är 1 570 meter över havet, eller 121 meter över den omgivande terrängen. Bredden vid basen är 3,4 km.
Terrängen runt Vorta är platt österut, men västerut är den kuperad. Trakten är obefolkad. Det finns inga samhällen i närheten. 